# Merle Brunnée
Merle Brunnée (* 20. August 1994 in Bremen) ist eine deutsche Duathletin und Triathletin. Sie ist vierfache und amtierende Weltmeisterin im Duathlon (2021, 2023, 2024, 2025).

## Sportlicher Werdegang
2021 wurde Brunnée in der Schweiz Duathlon-Weltmeisterin auf der Langdistanz.
Im April 2023 wurde sie Deutsche Vizemeisterin Duathlon und am 3. September holte sich Merle Brunnée in Zofingen zum zweiten Mal den Titel der Duathlon-Weltmeisterin auf der Langdistanz.
Im Mai 2024 wurde Merle Brunnée beim Powerman Alsdorf Deutsche Meisterin Duathlon und hinter der Schweizerin Melanie Maurer Vize-Europameisterin. Im Juni wurde sie im Triathlon Dritte beim Ironman France und qualifizierte sich damit als achte Profiathletin aus Deutschland für die Ironman-Weltmeisterschaft im September in Nizza.
Im September gewann sie den Powerman Zofingen und wurde zum dritten Mal Weltmeisterin auf der Duathlon-Langdistanz – neben dem Franzosen Émile Blondel-Hermant.
Im September belegte die 30-Jährige als zweitschnellste Deutsche hinter der Siegerin Laura Philipp den 14. Rang bei der Ironman-Weltmeisterschaft in Nizza.
Im April 2025 wurde die 30-Jährige in Alsdorf ITU-Weltmeisterin auf der Duathlon-Mitteldistanz und im Mai wurde sie auf der Langdistanz Dritte im Ironman Lanzarote.

### Berufliches
2014 begann Merle Brunnée ihr Medizinstudium an der Universität Heidelberg und ist seit 2021 als promovierte Ärztin in der Abteilung für Neuroradiologie am Universitätsklinikum Heidelberg tätig.

## Sportliche Erfolge
| Datum/Jahr    | Platz | Wettbewerb                                          | Austragungsort | Zeit     | Bemerkung                                                         |
| ------------- | ----- | --------------------------------------------------- | -------------- | -------- | ----------------------------------------------------------------- |
| 27. Apr. 2025 | 1     | ITU Middle Distance Duathlon World Championships    | Alsdorf        | 02:42:01 | [ 7 ]                                                             |
| 8. Sep. 2024  | 1     | ITU Long Distance Duathlon World Championships      | Zofingen       | 06:54:55 | [ 8 ]                                                             |
| 5. Mai 2024   | 2     | ETU Middle Distance Duathlon European Championships | Alsdorf        | 02:48:00 | hinter der Schweizerin Melanie Maurer                             |
| 5. Mai 2024   | 1     | DTU Deutsche Meisterschaft Duathlon                 | Alsdorf        | 02:48:00 |                                                                   |
| 3. Sep. 2023  | 1     | ITU Long Distance Duathlon World Championships      | Zofingen       | 06:45:03 |                                                                   |
| 30. Apr. 2023 | 2     | DTU Deutsche Meisterschaft Duathlon                 | Alsdorf        | 02:47:21 | hinter Maja Betz (10 km Laufen, 60 km Radfahren und 10 km Laufen) |
| 3. Sep. 2022  | 3     | ITU Long Distance Duathlon World Championships      | Zofingen       | 06:58:30 |                                                                   |
| 16. Juli 2022 | DSQ   | World Games 2022                                    | Birmingham     | –        |                                                                   |
| 19. Sep. 2021 | 1     | ITU Long Distance Duathlon World Championships      | Zofingen       | 07:07:27 |                                                                   |

| Datum/Jahr    | Platz | Wettbewerb                  | Austragungsort    | Zeit     | Bemerkung                                                            |
| ------------- | ----- | --------------------------- | ----------------- | -------- | -------------------------------------------------------------------- |
| 6. Juli 2025  | 6     | Challenge Roth              | Roth              | 08:45:45 |                                                                      |
| 17. Mai 2025  | 3     | Ironman Lanzarote           | Puerto del Carmen | 09:38:16 | hinter der Britin Lucy Charles-Barclay                               |
| 22. Sep. 2024 | 14    | Ironman World Championships | Nizza             | 09:38:58 | als zweitschnellste Deutsche hinter der Siegerin Laura Philipp       |
| 16. Juni 2024 | 3     | Ironman France              | Nizza             | 09:25:21 | qualifiziert für die Ironman-Weltmeisterschaft in Nizza im September |
| 25. Juli 2021 | 3     | HeidelbergMan               | Heidelberg        | 02:12:13 | hinter Laura Philipp                                                 |
| 26. Juli 2020 | 3     | Challenge Davos             | Davos             | 04:13:25 | Debüt im Triathlon mit Profilizenz                                   |

| Datum/Jahr    | Platz | Wettbewerb                          | Austragungsort    | Zeit     | Bemerkung                                                                                   |
| ------------- | ----- | ----------------------------------- | ----------------- | -------- | ------------------------------------------------------------------------------------------- |
| 29. Okt. 2023 | 23    | Frankfurt Marathon                  | Frankfurt am Main | 02:44:39 |                                                                                             |
| 25. März 2023 | 18    | Deutsche Meisterschaft Halbmarathon | Freiburg          | 01:20:02 | Platz 2 in der Mannschaft (MTG Mannheim zusammen mit Fabienne Königstein und Sylvie Müller) |
| 20. Okt. 2022 | 17    | Frankfurt Marathon                  | Frankfurt am Main | 02:48:00 | Zweitschnellste Deutsche                                                                    |
| 10. Okt. 2021 | 3     | Deutsche Meisterschaft Marathon     | München           | 02:53:14 | [ 11 ]                                                                                      |
| 25. Jan. 2020 | 1     | 50-km-Ultramarathon Rodgau          | Rodgau            | 03:33:26 |                                                                                             |

| Datum/Jahr     | Platz | Wettbewerb                                | Austragungsort | Zeit | Bemerkung |
| -------------- | ----- | ----------------------------------------- | -------------- | ---- | --------- |
| 26. Okt. 2024  | 6     | UCI Cycling Esports World Championships   | Abu Dhabi      |      |           |
| 22. Sept. 2023 | 2     | Rad Bundesliga (Einzelzeitfahren)         | Bad Dürrheim   |      |           |
| 23. Juni 2023  | 11    | Deutsche Meisterschaft (Einzelzeitfahren) | Donaueschingen |      |           |
| 24. Juni 2023  | 16    | Deutsche Meisterschaft (Straße)           | Donaueschingen |      |           |
| 23. Sept. 2022 | 2     | Rad Bundesliga (Einzelzeitfahren)         | Bad Dürrheim   |      |           |
| 24. Juni 2022  | 11    | Deutsche Meisterschaft (Einzelzeitfahren) | Marsberg       |      |           |
| 19. Juni 2021  | 7     | Deutsche Meisterschaft (Einzelzeitfahren) | Gäufelden      |      |           |